# San Felipe Teotitlán
San Felipe Teotitlán är en småstad i Mexiko, tillhörande kommunen Nopaltepec i delstaten Mexiko. Orten hade 4 758 invånare vid folkräkningen 2020.